# Accidente del Let L-410 de Transaven en el archipiélago Los Roques de 2008
El 4 de enero de 2008, un vuelo doméstico regular de Transaven desde el Aeropuerto Internacional Simón Bolívar al Aeropuerto de Los Roques, 118 kilómetros (63,7 nmi) al norte del aeropuerto de salida y sobre el agua, comunicó por radio que ambos motores habían fallado y que estaban descendiendo a través de 3000 pies (914,4 m). La tripulación iba a intentar amerizar lo más cerca posible del archipiélago Los Roques. Poco después, se perdió el contacto por radio y el avión desapareció del radar.

## Aeronave
La aeronave que operó este vuelo fue un Let L-410UVP-E3, matrícula YV2081, construido en Checoslovaquia en 1987.

## Búsqueda
Otro Transaven Let L-410 sobrevoló la zona donde se cree que se estrelló el avión, pero no encontró ningún rastro, salvo una mancha de líquido en la superficie del agua que poco después se disipó.[cita requerida]
Se suspendieron las búsquedas marítimas y aéreas sin encontrar rastro alguno de la aeronave. El 12 de enero de 2008, unos pescadores encontraron el cuerpo de un hombre a 12 kilómetros de la costa venezolana. Tras realizar la autopsia, los médicos determinaron que se trataba del cadáver del copiloto, Osmel Alfredo Ávila Otamendi, de 37 años. A poca distancia del lugar donde se encontró el cadáver del copiloto, se encontró su chaleco salvavidas.
En abril de 2008, un buque de la Armada venezolana, mediante un sonar, identificó los presuntos restos de una aeronave, ubicados a aproximadamente 300 metros de profundidad. Si bien se recuperaron los restos, no pertenecían a la aeronave desaparecida. Posteriormente, se suspendió la búsqueda.[cita requerida]

### Descubrimiento de los restos
El 20 de junio de 2013, más de cinco años después del accidente, los restos del avión fueron localizados en el mar a una profundidad de 970 metros (3182,4 pies), a nueve kilómetros al sur de Los Roques. Fue descubierto por el buque insignia estadounidense Sea Scout, que estuvo trabajando en la zona durante días. El barco buscaba los restos de otra aeronave accidentada que se estrelló cinco años después de este incidente.

## Pasajeros y tripulación
La tripulación estaba compuesta por un piloto venezolano y un copiloto.
Los pasajeros italianos eran:
- una familia de Treviso: Paolo Durante, de 40 años, su esposa Bruna Guerrieri y sus hijas Sofia y Emma, de seis y ocho años respectivamente;
- Annalisa Montanari, 42 años, y Rita Calanni Rindina, 46 años, de Bolonia;
- Stefano Frangione y Fabiola Napoli, en su luna de miel desde Roma.

Junto a ellos viajaban otros cuatro pasajeros: un ciudadano suizo y tres venezolanos.
| Nacionalidad | Pasajeros | Tripulación | Total |
| ------------ | --------- | ----------- | ----- |
| Italianos    | 8         | 0           | 8     |
| Venezolanos  | 3         | 2           | 5     |
| Suizos       | 1         | 0           | 1     |
| Total        | 12        | 2           | 14    |